# Aziatische kampioenschappen wielrennen 2018 – Ploegentijdrit mannen elite
De vijfde editie van de ploegentijdrit voor mannen elite op de Aziatische kampioenschappen wielrennen werd gehouden op 8 februari 2018. De zes deelnemende selecties moesten een parcours van 70 kilometer in en rond Naypyidaw afleggen. De Japanse selectie versloeg die uit Iran met een voorsprong van 26 seconden. De renners uit Hongkong behaalden het brons.

## Uitslag
| Plaats | Naam | Tijd     |
| ------ | --- | -------- |
| Goud   | Japan Yukiya Arashiro, Fumiyuki Beppu, Rei Onodera, Masaki Yamamoto, Shoi Matsuda, Yusuke Hatanaka                | 1u23'15" |
| Zilver | Iran Arvin Moazemi, Mirsamad Poorseyedigolakhour, Behnam Ariyan, Mahdi Sohrabi, Mohammad Rajablou, Esmail Chaichi | + 26"    |
| Brons  | Hongkong Cheung King Lok, Fung Ka Hoo, Ko Siu Wai, Ho Burr, Mow Ching Ying, Leung Chun Wing                       | + 59"    |
| 4      | Mongolië | + 2'26"  |
| 5      | Kazachstan | + 5'58"  |
| 6      | Myanmar | + 17'20" |